# عنكبوت ثعلبي كبير
العنكبوت الثعلبي الكبير (الإسم العلمي : Alopecosa fabrilis) ، هو نوع من أنواع عنكبوت الذئب التي تنتمي لعائلة العناكب الذئبية . يتواجد هذا النوع من العناكب في أوروبا بشكل رئيسي وقد تم إكتشافه مجددا في المملكة المتحدة في عام 2020 بعد أن كان يعتقد أنه انقرض هناك.

## الوصف
العنكبوت الثعلبي الكبير (الاسم العلمي : Alopecosa fabrilis) هو عنكبوت من أنواع العناكب الذئبية، يعتبر كبير الحجم، حجم جسم الذكور هو 10–12 مليمتر (0.39–0.47 بوصة) بينما الإناث تكون أكبر حجمًا، حيث يصل حجم جسمها لحوالي ما بين 11–14.7 مليمتر (0.43–0.58 بوصة) . أكبر الإناث حجما قد يصل باع ساقيها لحوالي 5 سنتيمتر (2.0 بوصة) . لون البروسوما هو بني حمراوي وله خطوط سوداء واضحة تنبثق من مركزه مع خطوط أفقية متواصلة على طول الجانبين. تتميز الأوبيثوسوما بزوجين من البقع المستديرة المتميزة، وتكون هذه البقع صغيرة حجما ولونها أسود، أحدهما تتواجد في الطرف الأمامي والأخرى في المنتصف.

## التوزيع
تتواجد عناكب الثعلب الكبير (الاسم العلمي : Alopecosa fabrilis) في معظم أنحاء أوروبا ولكن هذا نوع كبير حجما ويعيش في كثافة سكانية منخفضة ويعتبر غير شائع الوجود. تم تسجيل تواجده من جنوب إنجلترا وجنوب الدول الاسكندنافية وصولا إلى إيطاليا والبلقان. كما وتم تسجيل تواجده في الشرق الأقصى الروسي وآسيا الوسطى والصين.
كان يُعتقد أنه يمكن العثور على عنكبوت الثعلب الكبير في ثلاثة مواقع من أراضي البراح عبر جنوب إنجلترا، ومع ذلك، قبل عام 2020 ، لم يتم تسجيل تواجد هذا العنكبوت في هذه المناطق منذ التسعينيات.

## الموائل وعلم الأحياء
يتواجد العنكبوت الثعلبي الكبير (الاسم العلمي : Alopecosa fabrilis) في أراضي البراح ، مفضلاً البراح الرملي الجاف، حيث يعيش في جحر تم إنشاؤه في التربة الرملية أو تحت الحجارة. تسكن العناكب الثعلبية الكبيرة (الاسم العلمي : A. fabrilis) في الجحور في التربة الرملية أو الثقوب تحت الحجارة. تم تسجيل تواجده في المناطق المحروثة لإحداث مناطق منع تفشي الحرائق ولكن من المحتمل أن تشير التسجيلات هذه إلى الأفراد المتجولة من هذا العنكبوت. على سبيل المثال، كان الموئل في براح موردن (بالإنجليزية Morden Heath) في إنجلترا عبارة عن منطقة من الأرض الحجرية المفتوحة بالقرب من قمة تل وعلى جدران الأخاديد. كانت هذه المناطق العارية جزئياً نتيجة للأنشطة العسكرية في زمن الحرب في وقت الحرب العالمية الثانية . الموقع الذي تم به إكتشاف هذا النوع من العناكب مجددا في ساري عام 2020 هو منطقة تدريب عسكرية. تم تسجيل تواجد عناكب بالغة من كلا الجنسين في شهري سبتمبر وأكتوبر ولكن يُعتقد أن الإناث فقط يقضين الشتاء. هذا النوع من العناكب هو صياد ليلي سريع ورشيق. يستخدم سرعته وخفة حركته لمطاردة الخنافس والنمل والعناكب الأصغر حجما.